# 61

61(육십일)은 60보다 크고 62보다 작은 자연수다.

## 수학
- 18번째 소수(素數)다. 앞의 소수는 쌍둥이 소수인 59, 다음 소수는 67이다.
- 11번째 펜타나치 수다. 앞의 펜타나치 수는 31, 다음은 120이다.
- 피타고라스 삼조의 빗변의 길이이다. ({\displaystyle 11^{2}+60^{2}=61^{2}})[a]
- {\displaystyle 61=5^{2}+6^{2}}
  - 6번째 중심있는 사각수로, 연속하는 두 자연수의 제곱합으로 나타낼 수 있다. 앞의 중심있는 사각수는 41, 다음은 85다.
- 5번째 중심있는 육각수다. 앞의 중심있는 육각수는 37, 다음은 91이다.

## 과학
- 프로메튬(Pm)의 원자번호.
- NGC 61: 물고기자리 방향에 있는 렌즈형 상호작용은하.

## 교통
- 고속도로
  - 유럽 고속도로 61호선(영어판): 오스트리아 필라흐에서 크로아티아 리예카까지 이어지는 유럽 고속도로.
  - 아우토반 61호선(영어판, 독일어판): 독일의 고속도로.

- 국도 제61호선
  - 미국 61번 국도: 루이지애나주 뉴올리언스에서 미네소타주 와이오밍(영어판)까지 이어지는 미국의 국도.

- 기타 도로
  - 현도 제61호선

## 문화유산
- 대한민국의 국보 제61호: 청자 어룡형 주전자
- 대한민국의 보물 제61호: 경주 불국사 사리탑
- 대한민국의 사적 제61호: 고령 주산성

## 방송
- 스카이라이프의 OCN 무비스 채널 번호.[b]
- 지니 TV의 JTBC 골프앤스포츠 채널 번호.
- B tv의 E라이크 채널 번호.
- U+ TV의 채널S 채널 번호.
- LG헬로비전의 시네마천국 채널 번호.
- KT HCN의 채널이엠 채널 번호.

## 스포츠
- 야구 선수 박찬호는 프로데뷔 때부터 지금까지 61번을 등번호로 사용하고 있다.

## 기타
- 날짜: 6월 1일
- 연도: 61년, 기원전 61년
- 환갑의 나이는 61세다.
- 오스트레일리아의 국가번호.